# Klaus Bürgle

Klaus Bürgle in seinem Atelier in Göppingen 2010

Klaus Bürgle (* 4. Juni 1926 in Stuttgart; † 30. Juni 2015 in Göppingen) war ein deutscher Grafiker. Er zeichnete Bilder mit modernen Gegenständen.

## Leben
Klaus Bürgle besuchte von 1948 bis 1951 die Staatliche Akademie der Bildenden Künste Stuttgart und wurde von den Professoren Rössing und Schneidler unterrichtet. Seit 1953 arbeitete er als selbstständiger Grafiker.
Er spezialisierte sich auf technisch-wissenschaftliche Themen, illustrierte eine Vielzahl von populärwissenschaftlichen Büchern und Zeitschriften und arbeitete für wissenschaftliche Fernsehserien. Insbesondere entwarf er visionäre Illustrationen unter anderem zu diesen Themenkreisen: Der Betrieb von Autos mit Atommotoren und mit drahtlos übermittelter, elektrischer Energie, außerdem Verkehrsflugzeuge mit Überschalltechnik zum Lasten- und Personentransport sowie Orbitalflugraketen für den Weltraumtourismus, weiterhin schuf Bürgle Darstellungen neuartiger Lösungen für den Schienen- und Schiffsverkehr und setzte unkonventionelle Ideen für die Abwicklung von Alltagsgeschäften ins Bild. Bekannt wurde er vor allem durch die großformatigen Ausklappbilder in der Jugendbuchreihe Das Neue Universum.
2010 wurden in einer von der Kunsthalle Göppingen ausgerichteten Ausstellung auf Schloss Filseck bei Göppingen Arbeiten von Bürgle gezeigt. Seine von freundlich-positiver Farbigkeit gekennzeichneten Illustrationen des „Strebens nach immer mehr, immer weiter, immer höher, immer schneller“ muten angesichts der heute bekannten Gefährdungen für die Ökosphäre kritiklos und naiv an, sind aber nachvollziehbar vor dem Hintergrund der Bewusstseinslage der fünfziger und sechziger Jahre, als das Wirtschaftswunder die technischen Phantasien beflügelte.